# Sulconazolo
Il  miconazolo, disponibile con il nome commerciale Exelderm, è un farmaco antifungino topico a largo spettro. Il suo principio attivo è il nitrato di sulconazolo, un derivato dell'imidazolo che inibisce la crescita dei comuni dermatofiti patogeni. È efficace nel trattamento di tinea cruris (fungo dell'inguine), tinea corporis (tigna) e tinea versicolor (infezione fungina della pelle) causati da ceppi fungini suscettibili. Il miconazolo si è dimostrato efficace e ben tollerato nel trattamento delle infezioni fungine superficiali.

## Farmacologia

### Indicazione d'uso
La soluzione di sulconazolo al 1,0% è indicata per il trattamento di tinea cruris e tinea corporis causate da Trichophyton rubrum, Trichophyton mentagrophytes, Epidermophyton floccosum e Microsporum canis, nonché per il trattamento di tinea versicolor. L'efficacia nel trattamento di tinea pedis (piede d'atleta) non è stata dimostrata.

### Farmacodinamica
Il farmaco è un antifungino ad ampio spettro che inibisce la crescita di dermatofiti, lieviti e altri funghi filamentosi e dimorfici. Il fattore di inibizione relativa, una misurazione che rappresenta una parte fissa della curva dose-risposta antifungina, può essere determinato per valutare l'attività inibitoria dei farmaci antifungini. Contro lieviti patogeni come i dermatofiti e gli aspergilli, il principio attivo ha presentato valori di inibizione relativa simili ad altri imidazoli. In condizioni in vitro, la potenza fungicida del sulconazolo dipende dalla sua concentrazione e dalla fase di crescita delle cellule inoculate. Il sulconazolo ha mostrato anche proprietà antibatteriche in vitro, con concentrazioni inibitorie minime (MIC) inferiori a 12,5 mg/L contro diverse specie di Staphylococcus, nonché Streptococcus faecalis e diversi anaerobi gram-positivi.

### Meccanismo d'azione
Il meccanismo d'azione non è ben definito; tuttavia, si ritiene che sia simile ad altri derivati imidazolici. La funzione degli imidazoli può essere attribuita alla loro somiglianza strutturale con le purine essenziali al metabolismo. Gli imidazoli inibiscono la lanosterolo 14-alfa demetilasi, un enzima dipendente dal citocromo P-450 presente nei funghi responsabile della conversione del lanosterolo in ergosterolo. Poiché l'ergosterolo è necessario per mantenere l'integrità della membrana fungina, l'inibizione della lanosterolo 14-alfa demetilasi porta a un aumento della permeabilità cellulare fungina. Pertanto, l'uso di un imidazolo come il sulconazolo inibisce la crescita fungina.

### Assorbimento
Uno studio condotto su soggetti sani a cui è stata somministrata crema al 1% per un periodo di sette giorni ha mostrato che l'assorbimento percutaneo totale di sulconazolo dopo somministrazione topica era compreso tra l'8,71% e l'11,3% della dose. Un altro studio condotto su volontari sani a cui è stata somministrata 1 g di crema al 1% di sulconazolo ha stimato che circa il 12% della dose veniva assorbito attraverso la pelle. In generale, gli imidazoli topici vengono scarsamente assorbiti (<15%); tuttavia, il sulconazolo potrebbe presentare livelli di assorbimento più elevati rispetto ad altri.

#### Volume di distribuzione
Il valore riguardanti il volume apparente di distribuzione del farmaco non è attualmente disponibile.

#### Legame alle proteine
Il valore della quota riguardante il legame del farmaco con le proteine plasmatiche non è attualmente disponibile.

### Metabolismo
I valori e le vie riguardanti il metabolismo del farmaco non sono attualmente disponibile.

#### Via di eliminazione
Circa il 6,70% della dose è stato recuperato nelle urine e il 2,01% nelle feci durante un periodo di raccolta di 7 giorni. La radioattività è stata rilevata sia nelle urine che nelle feci a 7 giorni, probabilmente a causa di un effetto di accumulo.

#### Emivita
Il valore dell'emivita del farmaco non è attualmente disponibile.

#### Clearance
Il valore riguardante la clearance del farmaco non è attualmente disponibile.

### Tossicità
In uno studio condotto su ratti a cui è stata somministrata una dose 125 volte superiore alla dose umana (in mg/kg), il sulconazolo è risultato essere embriotossico e ha provocato una gestazione prolungata e distocia. Non esistono studi adeguati o controllati sulle donne in gravidanza, pertanto il sulconazolo dovrebbe essere utilizzato durante la gravidanza solo se i potenziali benefici giustificano il potenziale rischio per il feto.